# District de Dourdan
Le district de Dourdan est une ancienne division administrative française du département de Seine-et-Oise qui exista de 1790 à 1795.

## Composition
Il était composé des cantons de Dourdan, Ablis, les Essarts, Rambouillet et Rochefort.

## Pour approfondir

## Sources
- Des villages de Cassini aux communes d'aujourd'hui, « Index : communes par ordre alphabétique », sur ehess.fr, École des hautes études en sciences sociales (consulté le 21 juillet 2021).

1. ↑  Notice communale no 12146  : Dourdan
2. ↑  Notice communale no 64  : Ablis
3. ↑  Notice communale no 13066  : Les Essarts-le-Roi
4. ↑  Notice communale no 28583  : Rambouillet
5. ↑  Notice communale no 29348  : Rochefort-en-Yvelines

- Autres références